# Pironchamps
Pironchamps (en wallon Pirontchamps) est un ancien village du Hainaut, en Belgique, aujourd'hui section de la commune de Farciennes, située en Région wallonne dans la province de Hainaut. Il est largement intégré dans la métropole urbaine de Charleroi. C'était une commune à part entière avant la fusion des communes de 1977.

## Évolution démographique
- Sources : INS, Rem. : 1831 jusqu'en 1970 = recensements, 1976 = nombre d'habitants au 31 décembre.

## Histoire
Pironchamps est détachée de la commune de Pont-de-Loup et est érigée en commune autonome par la loi du 11 juin 1867.
Pironchamps fut durant de nombreuses années, la commune la plus pauvre de Wallonie, rassemblant une population composée essentiellement de retraités et de chômeurs (demandeurs d'emplois).
Reprise dans la plus petite fusion belge en nombre de communes (2, le minimum évidemment possible), Pironchamps n'a forcément pas vu ce statut s'améliorer. L'entité ainsi créée demeure une des plus pauvres de Belgique en termes de revenu moyen par habitant et souffre d'un des plus hauts taux de chômage de Belgique.

## Religion

### Sanctuaire de Notre-Dame de Fatima

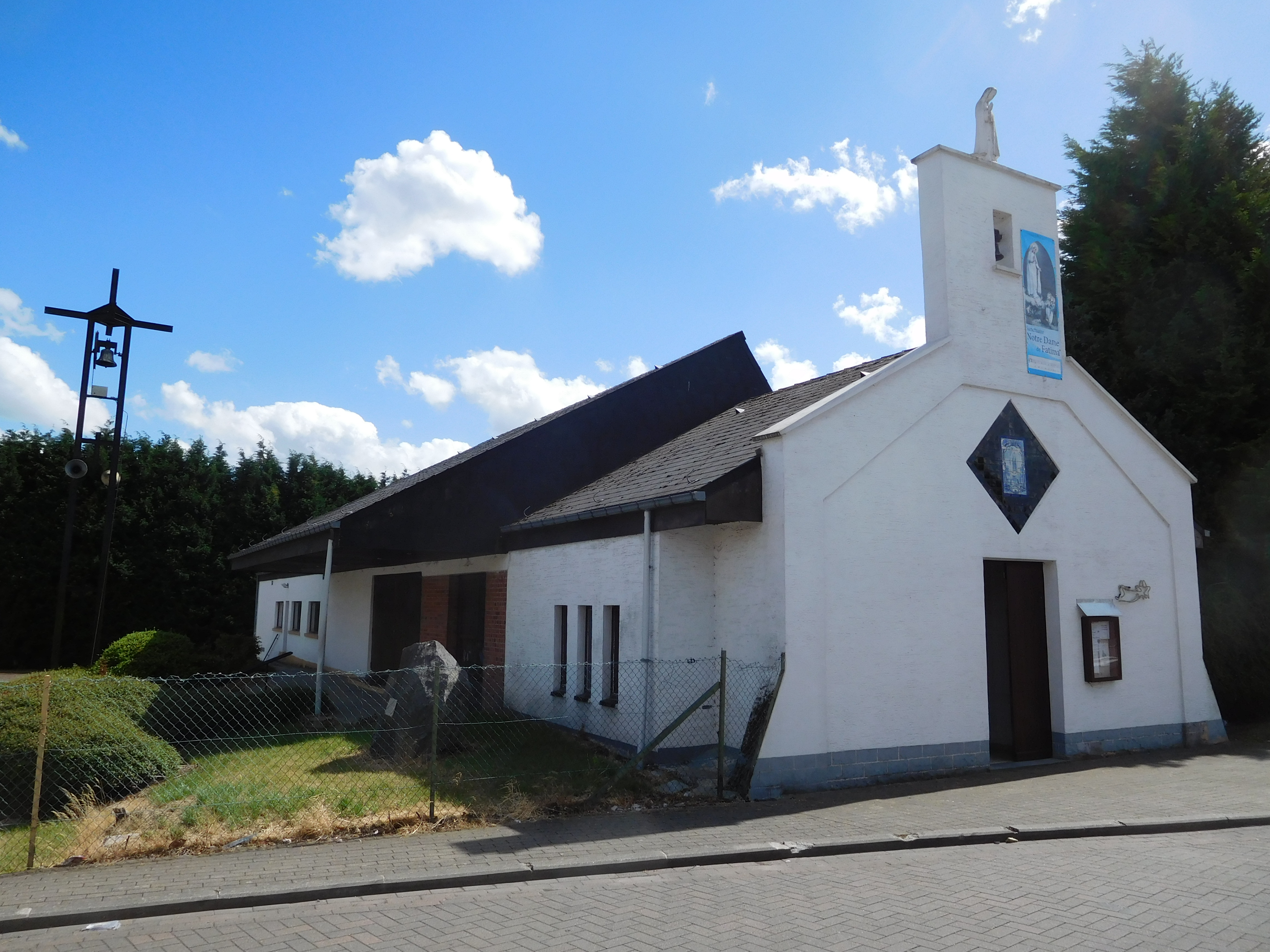
Sanctuaire de Notre-Dame de Fatima.

Pironchamps est cependant un nom bien connu, du moins dans le monde chrétien catholique, et plus précisément chez les fervents de dévotion mariale. Un sanctuaire y est en effet dédié à Notre-Dame de Fatima ; il est officiellement reconnu par les autorités religieuses du sanctuaire de Fatima, au Portugal, endroit où eurent lieu, dit-on, les apparitions de la Vierge à trois enfants, origine de cette dévotion. Le deuxième dimanche du mois de juin un pèlerinage annuel attire à Pironchamps des cars de croyants venant de plusieurs pays européens.

### Église
L'église de l'Immaculée Conception est un bâtiment néo-gothique, daté de 1860 selon un chronogramme.

## Économie

### Voie de communication
Par ailleurs, le tracé de la RN 90 (Route dite de la Basse-Sambre), a littéralement coupé l'ancienne commune en deux, justifiant les appellations par les habitants de Pironchamps Haut et Pironchamps Bas. Cette route a en outre privé les Pironchampions d'une salle communale et d'une partie d'un bois. Des plantations compensatoires ont été effectuées à flanc de talus de cette route, mais il demeure une zone en attente d'assainissement et d'embellissement sur la limite avec le territoire de Farciennes.